# Bernalillo megye
Bernalillo megye az Amerikai Egyesült Államokban, azon belül Új-Mexikó államban található. Megyeszékhelye és legnagyobb városa Albuquerque. Lakosainak száma 676 444 fő (2020. április 1.). Bernalillo megye Sandoval, Valencia, Torrance, Santa Fe és Cibola megyékkel határos.

## Népesség
A megye népességének változása:
| Lakosok száma | 664 099 | 669 416 | 672 444 | 674 221 | 676 685 | 676 444 |
|               | 2010    | 2011    | 2012    | 2013    | 2015    | 2020    |